# Grote Prijs Jef Scherens 1986
Il Grote Prijs Jef Scherens 1986, ventunesima edizione della corsa, si svolse il 21 settembre 1986 su un percorso di 232 km, con partenza e arrivo a Lovanio. Fu vinto dal belga Jef Lieckens della Lotto-Eddy Merckx davanti ai suoi connazionali Johan Capiot e Luc De Decker.

## Ordine d'arrivo (Top 10)
| Pos. | Corridore      | Squadra               | Tempo    |
| ---- | -------------- | --------------------- | -------- |
| 1    | Jef Lieckens   | Lotto-Eddy Merckx     | 6h30'00" |
| 2    | Johan Capiot   | Roland-Van De Ven     |          |
| 3    | Luc De Decker  | TeVe Blad-Eddy Merckx |          |
| 4    | Frank Verleyen | Transvemij-Van Schilt |          |
| 5    | Dirk Demol     | Fangio-Lois-Mavic     |          |
| 6    | Jan Bogaert    | Transvemij-Van Schilt |          |
| 7    | Brian Holm     | Roland-Van De Ven     |          |
| 8    | Bruno Geuens   | Fangio-Lois-Mavic     |          |
| 9    | Luc Desmet     | TeVe Blad-Eddy Merckx |          |
| 10   | Dirk Clarysse  | TeVe Blad-Eddy Merckx |          |